# Traian Lalescu
Traian Lalescu (Bucarest, 12 luglio 1882 – Bucarest, 15 giugno 1929) è stato un matematico romeno.
I suoi lavori principali riguardarono le equazioni integrali e diede dei contributi in equazioni funzionali, serie trigonometriche, fisica matematica, geometria, meccanica, algebra, e storia della matematica.

## Biografia
Lalescu frequentò la scuola Carol I a Craiova, e continuò le scuole superiori a Iași. Dopo essere stato ammesso all'Università di Iaşi, completò i suoi studi nel 1903 all'Università di Bucarest.
Ottenne un Dottorato in Matematica dall'Università di Parigi nel 1908. La sua tesi, Sur les équations de Volterra, venne scritta sotto la supervisione di Émile Picard. Nel 1911, pubblicò Introduzione alla Teoria delle Equazioni Integrali, il primo libro scritto sulle equazioni integrali.
Fu professore all'Università di Bucarest, al Politecnico di Timișoara (fu il primo rettore, nel 1920), e al Politecnico di Bucarest.

## La successione di Lalescu
{\displaystyle L_{n}={\sqrt[{n+1}]{(n+1)!}}-{\sqrt[{n}]{n!}}}
{\displaystyle \lim _{n\to \infty }L_{n}={\frac {1}{e}}}

## Eredità
Diverse istituzioni portano il suo nome, come il Colegiul Naţional de Informatică Traian Lalescu di Hunedoara e il Liceul Teoretic Traian Lalescu di Reşiţa. Una via a Timișoara è stata assegnata in suo onore.
La competizione di matematica Traian Lalescu per studenti dell'università e delle scuole superiori è stata creata in suo onore.
Una statua di Lalescu, scolpita nel 1930 da Cornel Medrea, è situata di fronte alla Facoltà di Ingegneria Meccanica di Timişoara.

## Opere
- T. Lalesco, Introduction à la théorie des équations intégrales. Avec une préface de É. Picard, Paris: A. Hermann et Fils, 1912. VII + 152 pp.[1] JFM entry
- Traian Lalescu, Introducere la teoria ecuaţiilor integrale, Editura Academiei Republicii Populare Romîne, 1956. 134 pp.  (A reprint of the first edition [Bucharest, 1911], with a bibliography taken from the French translation [Paris, 1912]).  MR 0085450